# Cupido amazara
Cupido amazara är en fjärilsart som beskrevs av Kirby 1871/77. Cupido amazara ingår i släktet Cupido och familjen juvelvingar. Inga underarter finns listade i Catalogue of Life.